# Dörte Gatermann

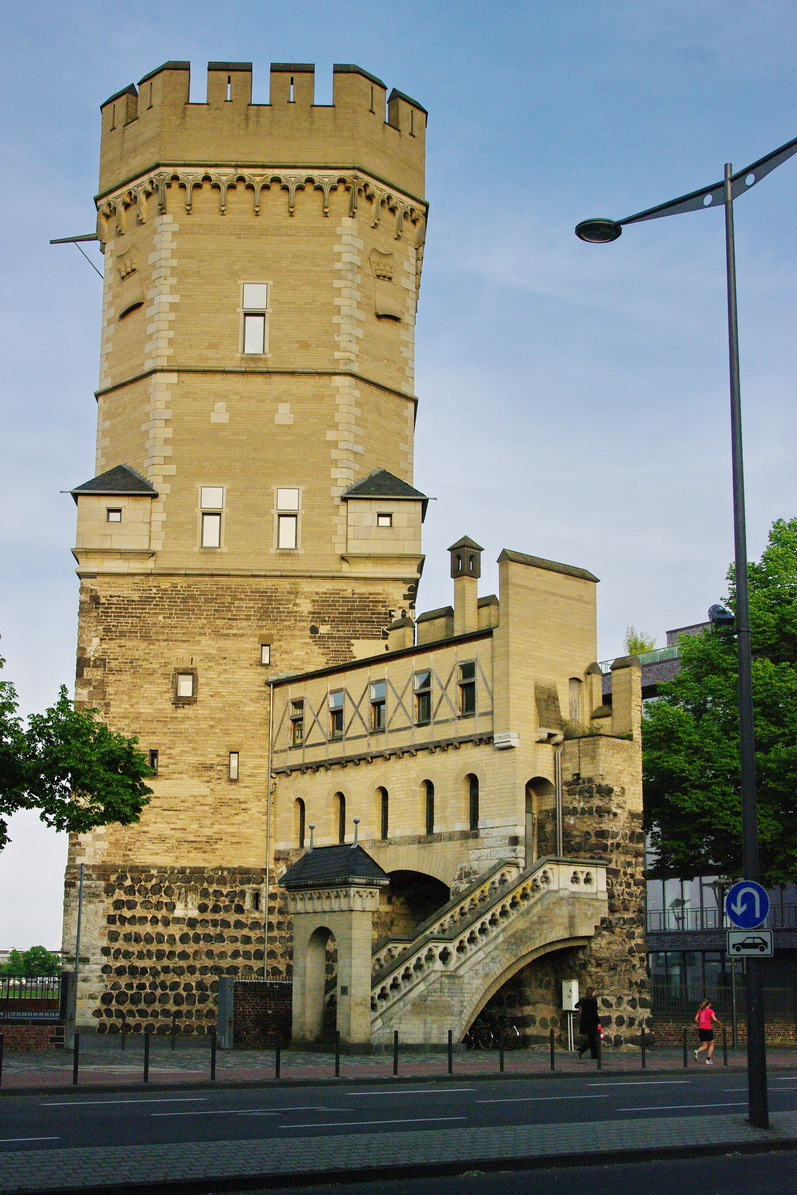
Dörte Gatermann, restauración de la torre Bayenturm

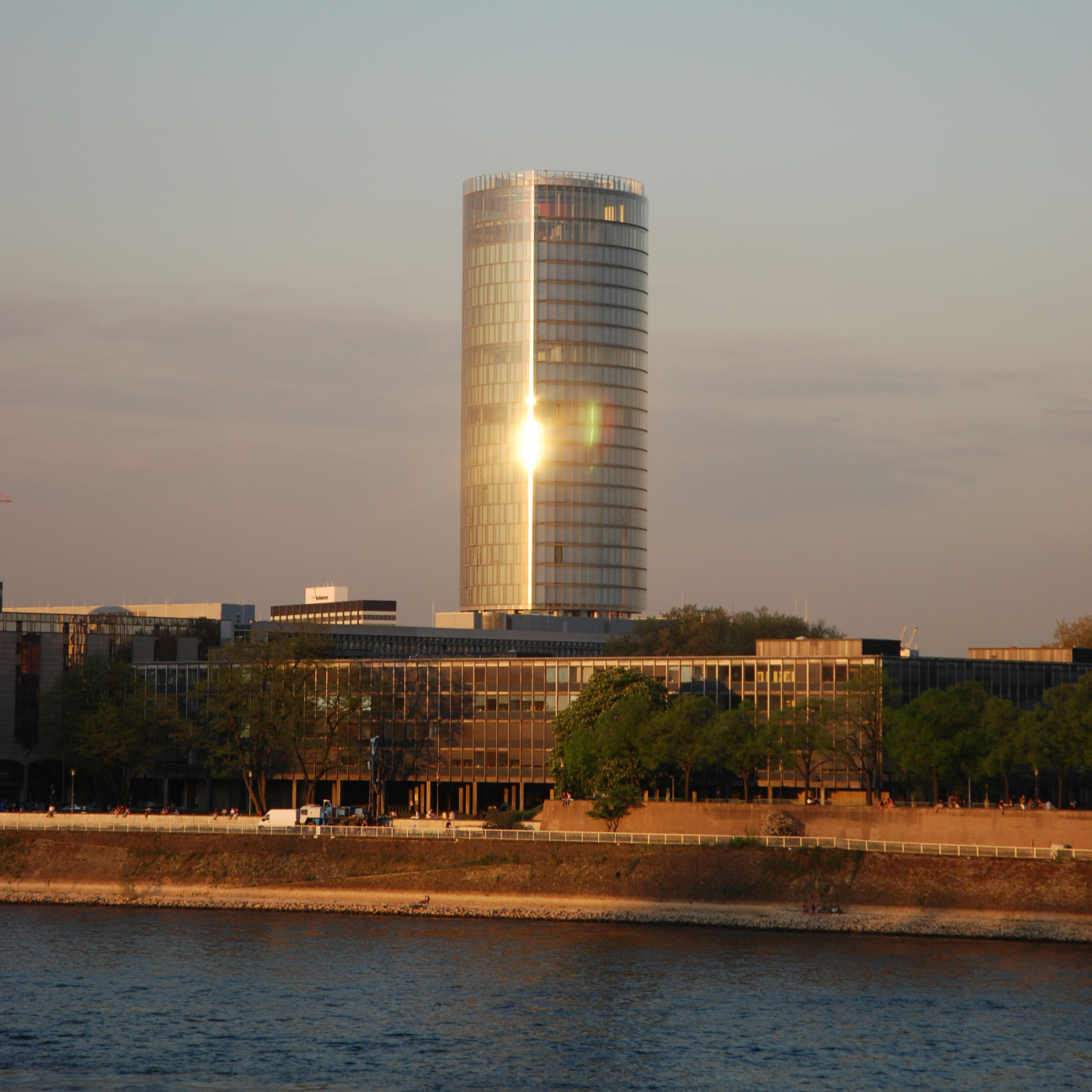
La Kölntriangle (Torre Triangular) de Dörte Gatermann

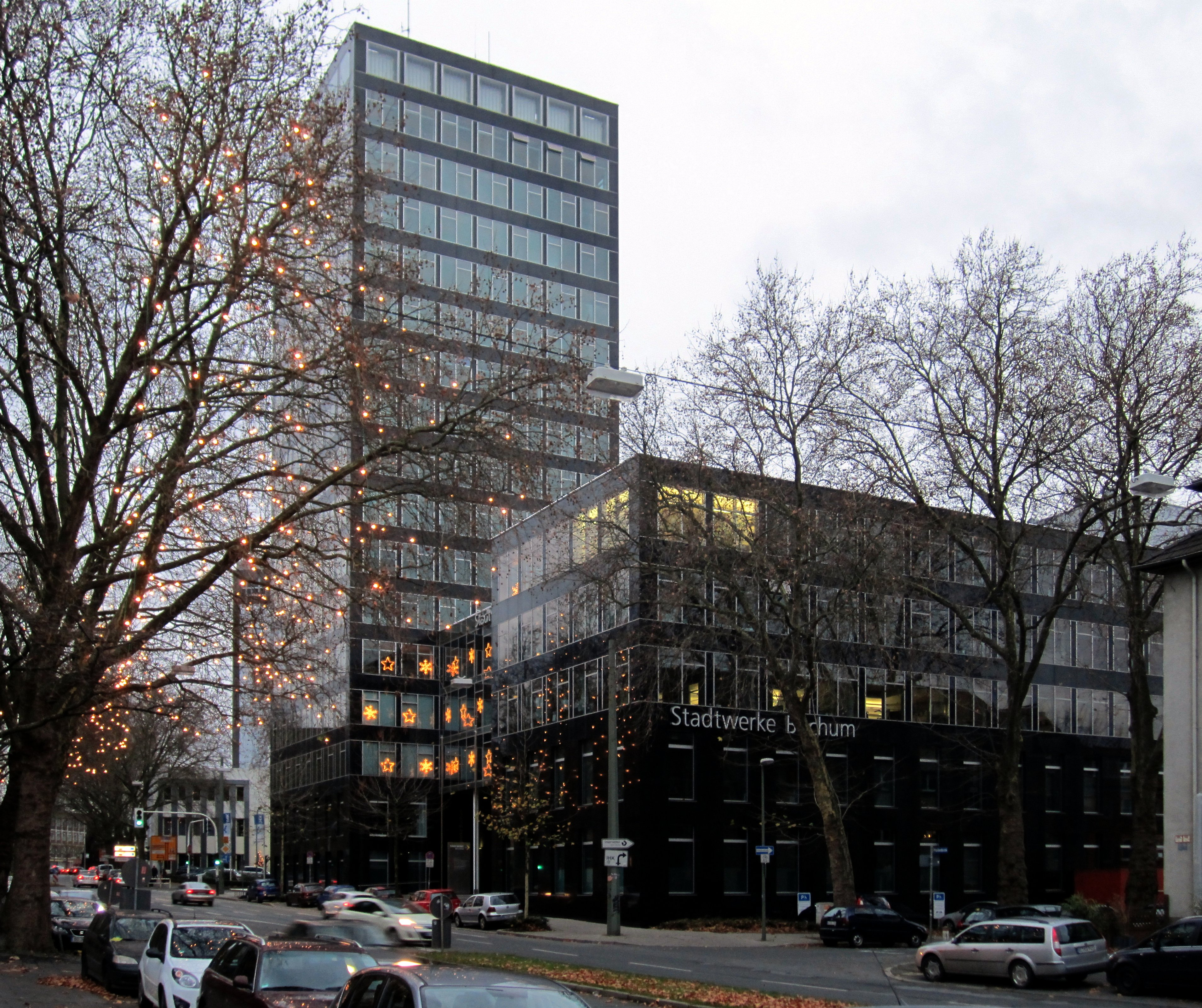
Dörte Gatermann, Edificio de oficinas Stadtwerke Bochum

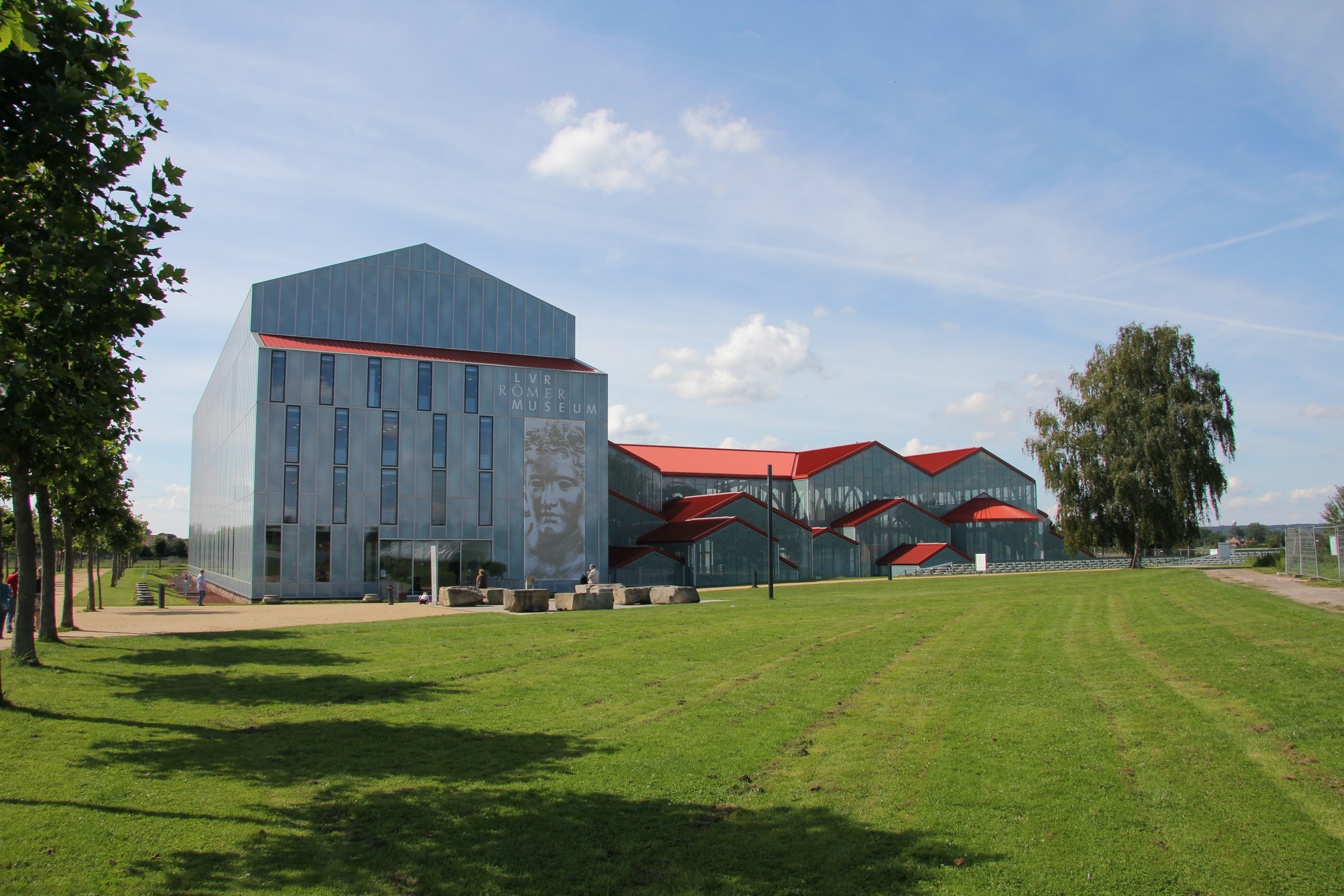
Dörte Gatermann, Museo Arqueológico de Xanten

Dörte Gatermann (Hamburgo, 25 de marzo de 1956) es una arquitecta alemana que diseñó de la Kölntriangle (Torre Triangular), conocida como LVR-Turm, de Colonia.

## Primeros años
La madre de Gatermann murió cuando ella era una niña, y fue criada por su padre, que era arquitecto. Se formó en la Universidad Técnica de Brunswick y en la Universidad Técnica de Aquisgrán, donde estudió bajo la dirección del arquitecto Gottfried Böhm. Colaboró con él en el proyecto del edificio de oficinas de Ed. Züblin AG en Stuttgart cuando todavía era estudiante y, después de su graduación, pasó los siguientes cinco años trabajando como líder del proyecto.

## Trayectoria
En 1984, junto con su compañero Elmar Schossig, con quien se casó más adelante, Gatermann abrió su propio estudio de arquitectura en Colonia, Gatermann + Schossig. Después de unos encargos bastante modestos, comenzaron a llegar proyectos más grandes que convirtieron a la compañía en uno de los estudios de arquitectura más innovadores y exitosos en Alemania. 
La obra maestra de Gatermann es la Kölntriangle, con una altura de aproximadamente 103 metros. Le fue encargado el proyecto cuando ella tenía sólo 47 años de edad, y posteriormente afirmó con un aire de autosatisfacción: 

He demostrado que no sólo los hombres pueden construir rascacielos, sino que yo también puedo hacerlo.

La polémica y el escándalo en relación con el impacto del edificio en el entorno abrieron fuertes debates sobre la Catedral “ensombrecida” por la nueva arquitectura, la mujer a cargo de la primogénita acción de intervención en el paisaje patrimonial y la tecnología como construcción simbólica de imagen de ciudad.
Otros proyectos en los que estuvo involucrada incluyen la Bayenturm, una torre del siglo XIII en el centro de Colonia, que reparó, reformó y amplió en la década de 1990; su propia casa terminada en 2000 (uno de los pocos edificios en los que ella cooperó estrechamente con su marido).
En el año 2007 finaliza otra obra destacada, el Museo Romano localizado en el Parque Arqueológico Xanten en el distrito alemán de Wesel. En este proyecto se buscó convertir las proporciones y escala de la antigua basílica que ocupaba el sitio a partir de elementos de exposición y conexión suspendidos del cielorraso, concebidos como elementos autónomos dentro de una gran caja contenedora. 
Para el año 2009, cuando Schossig murió, habían realizado unos 50 proyectos. El edificio PKH para el Fondo de pensiones para Hoechst, los trabajos de arquitectura interior en edificios de importante valor patrimonial, el edificio de oficinas en el borde portuario de Colonia y numerosas residencias, forman parte de la nueva etapa.
En el año 2012, el arquitecto Sven Gaeßler se incorporó como socio de Gatermann + Schossig.

## Actividad académica y de gestión
Por un periodo de nueve años, la arquitecta Gatermann formó parte del Consejo de la BDA (Asociación de Arquitectos Alemanes). Durante su gestión lanzó en 1991 el Kölner Stadtmodell (un entorno virtual que comprende el modelo 3d de la ciudad de Colonia) y en 2002 la plataforma de internet koelnarchitektur.de (un foro de arquitectura y urbanismo de Colonia en Internet).
En 2002, después de recibir varios ofrecimientos para liderar una cátedra, finalmente aceptó la de la Universidad Técnica de Darmstadt donde enseñó hasta 2007. Uno de sus logros más memorables en Darmstadt fue la remodelación del llamado "Salón de la Fama" del museo para las mujeres, incluyendo la exposición itinerante Mujeres Europeas que diseñó para la fotógrafa Bettina Flitner.
En 2007 la arquitecta renunció a su puesto en la Universidad para dedicarse con exclusividad a la actividad profesional en la oficina de arquitectura. 

## Reconocimientos
En 2006, el estudio de arquitectura Gatermann + Schossig fue galardonado por la empresa de vidrio Pilkington con el premio a la innovación en la arquitectura "Síntesis - Arquitecto e Industria" , como resultado de su uso innovador de cristales en el edificio Kölntriangle.
En 2014 la Casa Neufert, reconocida por la aplicación de estrategias energéticas para el uso eficiente de recursos, integró el listado de obras seleccionadas para el premio Heinze Award 2014 y fue seleccionada como una de las 50 mejores residencias alemanas del año 2014.